# یکپارچه‌سازی سامانه‌های هوش مصنوعی
ایده اصلی ادغام سیستم‌های هوش مصنوعی ایجاد اجزای نرم‌افزاری منحصر به فرد، از جمله ترکیب کننده‌های گفتار، با سایر اجزا، مانند پایگاه‌های دانش حس مشترک، به منظور ایجاد سیستم‌های AI بزرگتر، گسترده‌تر و با قابلیت بیشتر، قابل همکاری است. روش‌های اصلی که برای ادغام پیشنهاد شده‌است مسیریابی پیام یا پروتکل‌های ارتباطی است که اجزای نرم‌افزار برای برقراری ارتباط با یکدیگر، اغلب از طریق سیستم تخته سیاه میان افزار استفاده می‌کنند.
بیشتر سیستم‌های هوش مصنوعی شامل نوعی از فناوری‌های یکپارچه است، به عنوان مثال، تلفیق فناوری‌های سنتز گفتار با فناوری تشخیص گفتار. با این حال، در سال‌های اخیر بحث در مورد اهمیت ادغام سیستم‌ها به عنوان یک حوزه در نوع خود افزایش یافته‌است. طرفداران این رویکرد محققانی مانند ماروین مینسکی، آرون اسلومن، دب روی، کریستین آر. توریسون و مایکل آ اربیب هستند. یک دلیل برای جلب توجه اخیر ادغام هوش مصنوعی این است که قبلاً تعدادی سیستم (نسبتاً) ساده هوش مصنوعی برای حوزه‌های خاص (مانند بینایی کامپیوتری، سنتز گفتار و غیره) ایجاد شده‌است و ادغام آنچه در حال حاضر برای هوش مصنوعی موجود است یک رویکرد منطقی تر از ساخت سیستم‌های یکپارچه از ابتدا است.

## چرا یکپارچه سازی؟
تمرکز بر یکپارچه‌سازی سیستم‌ها، به ویژه با توجه به رویکردهای پیمانه‌ای، از این واقعیت ناشی می‌شود که اکثر هوش‌های مقیاس زیاد از بسیاری از فرایندها and یا or با استفاده از ورودی و خروجی چند حالته تشکیل شده‌اند. به عنوان مثال، یک نوع هوش انسان نما ترجیحاً باید بتواند با استفاده از سنتز گفتار صحبت کند، با استفاده از تشخیص گفتار بشنود، با استفاده از مکانیزم منطقی و موارد دیگر درک کند. به منظور تولید نرم‌افزار هوشمند مصنوعی با هوش گسترده‌تر، ادغام این روش‌ها ضروری است.

## چالش‌ها و راه حل‌ها
مشارکت بخشی جدانشدنی از توسعه نرم‌افزار است که به اندازه شرکت‌های نرم‌افزاری و دپارتمان‌های نرم‌افزاری آنها مشهود است. از جمله ابزارهای سهولت همکاری در نرم‌افزار، روش‌ها و استانداردهای مختلفی است که سازندگان می‌توانند برای اطمینان از کیفیت، قابلیت اطمینان و سازگاری نرم‌افزار خود با نرم‌افزار ایجاد شده توسط دیگران (مانند استانداردهای W3C برای توسعه صفحه وب)، از آنها پیروی کنند. با این حال، همکاری در زمینه‌های هوش مصنوعی وجود نداشته‌است، بیشتر آنها در خارج از مدارس، دپارتمان‌ها یا موسسات تحقیقاتی دیده نمی‌شوند (و حتی گاهی در آنها نیز وجود ندارد). این امر تمرین کنندگان یکپارچه سازی سیستم‌های هوش مصنوعی را با یک مشکل اساسی نشان می‌دهد و اغلب باعث می‌شود محققان هوش مصنوعی هر بار که می‌خواهند عملکرد خاصی برای کار با نرم‌افزار خود داشته باشند، «چرخ را دوباره» اختراع کنند. حتی بیشتر آسیب زننده سندرم «در اینجا اختراع نشده‌است»، که خود را در بی میلی شدید محققان هوش مصنوعی برای کار بر روی دیگران نشان می‌دهد.
نتیجه این در هوش مصنوعی مجموعه بزرگی از «جزایر راه حل» است: تحقیقات هوش مصنوعی مولفه‌ها و سازوکارهای نرم‌افزاری ایزوله شده زیادی را تولید کرده‌است که به‌طور جداگانه با بخش‌های مختلف هوش سروکار دارند. به عنوان مثال:
- سنتز گفتار
  - FreeTTS از دانشگاه کارنگی ملون
- تشخیص گفتار
  - Sphinx از دانشگاه کارنگی ملون
- استدلال منطقی
  - Open Mind Common Sense Net از مؤسسه فناوری ماساچوست

با افزایش محبوبیت جنبش نرم‌افزار آزاد، بسیاری از نرم‌افزارهای ایجاد شده، از جمله سیستم‌های هوش مصنوعی، برای بهره‌برداری عمومی در دسترس هستند. گام طبیعی بعدی ادغام این مولفه‌های نرم‌افزاری منحصر به فرد در سیستم‌های منسجم و هوشمند با ماهیت گسترده‌تر است. از آنجایی که قبلاً توسط جامعه تعداد زیادی از مولفه‌ها (که غالباً همان هدف را تأمین می‌کنند) ایجاد شده‌اند، در دسترس‌ترین روش ادغام، دادن راهی آسان برای برقراری ارتباط با یکدیگر به هر یک از مولفه‌ها است. با این کار، هر مولفه به خودی خود به ماژولی تبدیل می‌شود که می‌توان در تنظیمات و پیکربندی‌های مختلف معماری‌های بزرگتر امتحان کرد.
بسیاری از انجمن‌های آنلاین برای توسعه دهندگان هوش مصنوعی وجود دارد که هدف آنها آموزش‌ها، مثال‌ها، انجمن‌ها برای کمک مبتدیان و متخصصان در ساخت سیستم‌های هوشمند است (به عنوان مثال AI Depot ,Generation 5). با این حال، تعداد کمی از جوامع موفق شده‌اند که یک استاندارد خاص یا یک آیین‌نامه رفتاری را مشهور کنند تا اجازه دهند مجموعه بزرگی از سیستم‌های متفرقه با هر سهولتی یکپارچه شود. با این وجود اخیراً تلاش‌هایی برای تولید استانداردهایی برای همکاری تحقیقاتی هوش مصنوعی شده‌است، Mindmakers.org یک انجمن آنلاین است که به‌طور خاص برای همکاری در توسعه سیستم‌های هوش مصنوعی ایجاد شده‌است. این انجمن پیام OpenAIR و پروتکل مسیریابی را برای برقراری ارتباط بین اجزای نرم‌افزار پیشنهاد کرده‌است، و ساختن ماژول‌ها را بلافاصله در پروژه‌های افراد دیگر توسعه می‌دهد.

## روش‌ها

### روش طراحی ساخت گرایی
روش طراحی ساخت گرایان (CDM یا "Constructionist AI") یک روش رسمی است که برای استفاده در توسعه رباتیک شناختی، انسان‌سازهای ارتباطی و سیستم‌های گسترده AI در سال ۲۰۰۴ پیشنهاد شده‌است. ایجاد چنین سیستم‌هایی نیاز به یکپارچه سازی تعداد زیادی ویژگی دارد که برای دستیابی به رفتار منسجم سیستم باید با دقت هماهنگ شوند. CDM بر اساس مراحل طراحی تکراری است که منجر به ایجاد شبکه‌ای از ماژول‌های تعاملی نامیده می‌شود، و از طریق جریان‌های صریح تایپ شده و پیام‌های گسسته ارتباط برقرار می‌کند. پروتکل پیام OpenAIR (زیر را ببینید) از CDM الهام گرفته شده‌است و اغلب برای کمک به توسعه سیستم‌های هوشمند با استفاده از CDM استفاده شده‌است.
یکی از اولین پروژه‌هایی که از CDM استفاده کرد، Mirage بود، یک عامل گرافیکی مجسم و تجسم یافته از طریق واقعیت افزوده که می‌توانست با کاربران انسانی ارتباط برقرار کند و دربارهٔ اشیا موجود در اتاق فیزیکی کاربر صحبت کند. میراژ توسط Kristinn R. Thórisson، خالق CDM و تعدادی از دانشجویان دانشگاه کلمبیا در سال ۲۰۰۴ ایجاد شد. این روش به‌طور فعال در دانشگاه ریکیاویک در حال توسعه است.

## ابزارها

### پروتکل OpenAIR
OpenAIR یک پروتکل ارتباطی و مسیریابی پیام است که طی دو سال گذشته محبوبیت بیشتری پیدا کرده‌است. پروتکل توسط Mindmakers.org مدیریت می‌شود و به روش زیر در سایت آنها شرح داده می‌شود:
" OpenAIR یک پروتکل مسیریابی و ارتباطی است که مبتنی بر معماری انتشار-اشتراک است. هدف این است که" چسبی "باشد که به بسیاری از محققان هوش مصنوعی اجازه می‌دهد کد را به طور موثرتری به اشتراک بگذارند -" AIR برای به اشتراک گذاری ". این یک تعریف یا یک طرح از "اداره پست و سیستم تحویل نامه" برای سیستم‌های چند ماژولی توزیع شده‌است. OpenAIR بنیادی اساسی را ایجاد می‌کند که می‌توان بر اساس آن زبان‌های نشانه گذاری و معنایی بعدی را ایجاد کرد، مانند تشخیص حرکت و ایجاد حرکت، بینایی کامپیوتر، رابط سخت افزار-نرم‌افزار و غیره؛ برای یک مثال اخیر به CVML مراجعه کنید. "
OpenAIR ایجاد شده‌است تا به اجزای نرم‌افزاری که هدف خاص خود را دارند بتوانند با یکدیگر ارتباط برقرار کنند تا رفتار کلی سیستم‌های هوشمند در مقیاس بزرگ را ایجاد کنند. یک مثال ساده داشتن سیستم تشخیص گفتار و برقراری ارتباط گفتار با یک سیستم خبره از طریق پیام‌های OpenAIR برای ایجاد سیستمی است که می‌تواند سوالات مختلف را از طریق گفتگوی گفتاری بشنود و پاسخ دهد. CORBA (نگاه کنید به زیر) معماری قدیمی اما مشابهی است که می‌تواند برای مقایسه استفاده شود، اما OpenAIR به‌طور خاص برای تحقیقات هوش مصنوعی ایجاد شده‌است، در حالی که CORBA یک استاندارد کلی تر است.
پروتکل OpenAIR برای همکاری در تعدادی از سیستم‌های هوش مصنوعی استفاده شده‌است، لیستی را می‌توان در صفحات پروژه Mindmakers بایگانی‌شده  در ۲۴ ژانویه ۲۰۰۷ توسط Wayback Machine یافت. Psyclone یک بستر محبوب برای جفت شدن با پروتکل OpenAIR است (به زیر مراجعه کنید).

### سایکلون AIOS
Psyclone یک پلتفرم نرم‌افزاری یا یک سیستم عامل AI است که توسط آزمایشگاه‌های ماشین‌های ارتباطی برای استفاده در ایجاد سیستم‌های بزرگ و چند منظوره AI ساخته شده‌است. این سیستم پیاده‌سازی سیستم تخته سیاه است که از پروتکل پیام OpenAIR پشتیبانی می‌کند. Psyclone برای اهداف غیر تجاری بصورت رایگان در دسترس است و بنابراین اغلب توسط موسسات تحقیقاتی با بودجه کم و توسعه دهندگان تازه‌کار AI استفاده می‌شود.

### الوین
Elvin یک روتر مبتنی بر محتوا است و دارای یک ایستگاه مسیریابی مرکزی است، شبیه به Psyclone AIOS (نگاه کنید به بالا).

### OAA
OOA یک معماری ترکیبی است که به یک زبان ارتباطی بین عامل (ICL) خاص متکی است - یک زبان بیانی مبتنی بر منطق که برای بیان کارهای سطح بالا، پیچیده و اصطلاحات زبان طبیعی مناسب است.

### CORBA
معماری مشترک کوربا (Object Request Architecture) استانداردی است که اجزای نرم‌افزار را که به چندین زبان رایانه نوشته شده و روی چندین رایانه اجرا می‌شوند امکان همکاری برقرار می‌کند. CORBA توسط گروه مدیریت شی (OMG) تعریف می‌شود. CORBA اصول مشابه پروتکل OpenAIR را دنبال می‌کند (نگاه کنید به بالا)، و می‌تواند برای یکپارچه سازی سیستم‌های AI استفاده شود.

### MOSID
تعریف رابط سرویس پیام باز (OSID) یک مشخصات O.K.I است که ابزاری برای ارسال، اشتراک و دریافت پیام فراهم می‌کند. OSIDها رابط‌های برنامه‌ای هستند که شامل یک معماری سرویس گرا برای طراحی و ساخت نرم‌افزارهای قابل استفاده مجدد و قابل همکاری هستند.

## نمونه‌هایی از سیستم‌های یکپارچه
- MIRAGE، یک هوش مصنوعی انسان نما در یک محیط واقعیت تکمیل شده تجسم یافته‌است.
- آسیمو، ربات انسان نما هوندا و QRIO، سونی نسخه ربات انسان نما.
- Cog، پروژه ربات انسان نما MIT تحت مدیریت Rodney Brooks.
- AIBO، سگ ربات سونی بینایی، شنوایی و موتور سیکلت را ادغام می‌کند.
- توپیو، ربات انسان نما TOSY می‌تواند با انسان پینگ پنگ بازی کند